# Скаггсвілл (Меріленд)
Скаггсвілл (англ. Scaggsville) — переписна місцевість (CDP) в США, в окрузі Говард штату Меріленд. Населення — 9217 осіб (2020).

## Географія
Скаггсвілл розташований за координатами 39°8′10″ пн. ш. 76°52′9″ зх. д. / 39.13611° пн. ш. 76.86917° зх. д. (39.136148, -76.869185).  За даними Бюро перепису населення США в 2010 році переписна місцевість мала площу 27,59 км², з яких 26,64 км² — суходіл та 0,95 км² — водойми.

## Демографія
Згідно з переписом 2010 року, у переписній місцевості мешкали 24 333 особи в 8424 домогосподарствах у складі 6343 родин. Густота населення становила 882 особи/км².  Було 8795 помешкань (319/км²).
Расовий склад населення:
| - 52,7 % — білих - 26,0 % — чорних або афроамериканців - 13,6 % — азіатів - 0,3 % — корінних американців - 2,9 % — осіб інших рас |

До двох чи більше рас належало 4,4 %. Частка іспаномовних становила 8,6 % від усіх жителів.
За віковим діапазоном населення розподілялося таким чином: 28,0 % — особи молодші 18 років, 65,6 % — особи у віці 18—64 років, 6,4 % — особи у віці 65 років та старші. Медіана віку мешканця становила 35,5 року. На 100 осіб жіночої статі у переписній місцевості припадало 95,7 чоловіків;  на 100 жінок у віці від 18 років та старших — 91,4 чоловіків також старших 18 років.